# Momisofalsus clermonti
Momisofalsus clermonti är en skalbaggsart som beskrevs av Maurice Pic 1950. Momisofalsus clermonti ingår i släktet Momisofalsus och familjen långhorningar. Inga underarter finns listade i Catalogue of Life.